# Bol'šoj čelovek
Bol'šoj čelovek (Большой человек) è un film del 1908 diretto da Aleksandr Drankov.